# Aidia glabra
Aidia glabra är en måreväxtart som först beskrevs av Theodoric Valeton, och fick sitt nu gällande namn av Colin Ernest Ridsdale. Aidia glabra ingår i släktet Aidia och familjen måreväxter.

## Underarter
Arten delas in i följande underarter:
- A. g. glabra
- A. g. rubiginosa